# Heilig Landstichting
Heilig Landstichting est un village appartenant à la commune néerlandaise de Berg en Dal, dans la province de Gueldre. Le village est collé contre l'agglomération de la ville de Nimègue.
Fondé en 1911, Heilig Landstichting s'est établi autour d'un musée biblique de plein air Heilig Land Stichting - Orientalis.